# Jerry B. Jenkins
Jerry B. Jenkins (Kalamazoo, Michigan, 23 de setembro de 1949) é um romancista e biógrafo estado-unidense. Mais conhecido como co-autor, com Tim LaHaye, da série de livros  Left Behind, Jenkins escreveu mais de 150 livros, incluindo romances, livros policial e aventuras para crianças, além de literatura não ficcional. As suas personagens são, em geral, cristãos evangélicos. Em 2005, Jenkins e LaHaye ficaram posicionados em nono lugar na lista de autores que mais venderam no site Amazon.com, desde a sua abertura, em 16 de Julho de 1995.